# Lista de voos tripulados para a ISS
Esta é uma listagem cronológica dos voos tripulados para a Estação Espacial Internacional, incluindo as respectivas tripulações. As datas de lançamento das naves são incluídas. Os voos estão ordenados segundo as datas de lançamento.

## Listas
- Lista de voos tripulados para a ISS (1998–2008)
- Lista de voos tripulados para a ISS (2009–2019)
- Lista de voos tripulados para a ISS (2020–2030)

### Atualmente no espaço
| #   | Missão      | Tripulação                                             | Imagem | Período                 | Duração                 | Notas           | Ref.  |
| --- | ----------- | ------------------------------------------------------ | ------ | ----------------------- | ----------------------- | --------------- | ----- |
| 119 | Soyuz MS-26 | Aleksei Ovchinin Ivan Vagner Donald Pettit             |        | 11.09.2024 - atualmente | 191 dia(s) e -1 hora(s) | Expedição 71/72 | [ 1 ] |
| 121 |             | Anne McClain Nichole Ayers Takuya Onishi Kirill Peskov |        | 14.03.2025 - atualmente | 6 dia(s) e 16 hora(s)   | Expedição 72/73 | [ 2 ] |